# Clavus groschi
Clavus groschi é uma espécie de gastrópode do gênero Clavus, pertencente a família Drilliidae.